# 동경 85도
동경 85도(東經85度)는 본초 자오선에서 동쪽으로 85도 떨어진 경선이다. 북극점에서 시작하여 북극해, 아시아, 인도양, 남극해, 남극을 거쳐 남극점에 이른다.
동경 85도는 서경 95도와 이어져 지구의 둘레를 이룬다.
북극점에서 남극점까지 동경 85도선은 다음 지역을 지나간다.
| 좌표                                                  | 나라, 지역, 해역 | 주석                                                            |
| ----------------------------------------------------- | ---------------- | --------------------------------------------------------------- |
| 북위 90° 0′ 동경 85° 0′  / 북위 90.000° 동경 85.000°  | 북극해           |                                                                 |
| 북위 81° 8′ 동경 85° 0′  / 북위 81.133° 동경 85.000°  | 카라해           |                                                                 |
| 북위 74° 35′ 동경 85° 0′  / 북위 74.583° 동경 85.000° | 러시아           | 플라브니코비예 제도                                             |
| 북위 74° 17′ 동경 85° 0′  / 북위 74.283° 동경 85.000° | 카라해           |                                                                 |
| 북위 73° 42′ 동경 85° 0′  / 북위 73.700° 동경 85.000° | 러시아           |                                                                 |
| 북위 50° 3′ 동경 85° 0′  / 북위 50.050° 동경 85.000°  | 카자흐스탄       | 약 6 km                                                         |
| 북위 50° 0′ 동경 85° 0′  / 북위 50.000° 동경 85.000°  | 러시아           | 약 11 km                                                        |
| 북위 49° 54′ 동경 85° 0′  / 북위 49.900° 동경 85.000° | 카자흐스탄       |                                                                 |
| 북위 46° 55′ 동경 85° 0′  / 북위 46.917° 동경 85.000° | 중화인민공화국   | 신장 위구르 자치구 티베트 자치구                                |
| 북위 28° 36′ 동경 85° 0′  / 북위 28.600° 동경 85.000° | 네팔             |                                                                 |
| 북위 26° 54′ 동경 85° 0′  / 북위 26.900° 동경 85.000° | 인도             | 비하르 주 자르칸드 주 오디샤 주                                 |
| 북위 19° 19′ 동경 85° 0′  / 북위 19.317° 동경 85.000° | 인도양           |                                                                 |
| 남위 60° 0′ 동경 85° 0′  / 남위 60.000° 동경 85.000°  | 남극해           |                                                                 |
| 남위 66° 21′ 동경 85° 0′  / 남위 66.350° 동경 85.000° | 남극             | 오스트레일리아령 남극 지역, 오스트레일리아가 영유권을 주장한다. |

## 같이 보기
- 동경 84도
- 동경 86도